# Nibong Island
Nibong Island est une île située au Sud de l'île principale de Singapour. 

## Géographie
Située dans le lac Dragonfly, au Nord de Chinese Garden, elle s'étend sur environ une cinquantaine de mètres de longueur pour une largeur approximative équivalente.